# Minh Kính Hoàng hậu (Bắc Chu Minh Đế)
Minh Kính hoàng hậu (chữ Hán: 明敬皇后; ? - 14 tháng 5, 558), Độc Cô thị (独孤氏), là vợ của Bắc Chu Minh Đế Vũ Văn Dục, hoàng đế Bắc Chu trong lịch sử Trung Quốc. 
Nổi tiếng là một trong 3 người con có danh phận Hoàng hậu của Độc Cô Tín, bà là chị của Nguyên Trinh Hoàng hậu nhà Đường và Văn Hiến Hoàng hậu nhà Tùy. Tuy nhiên trên thực tế, bà chưa từng làm Hoàng hậu khi còn sống, chỉ được cải thụy hiệu dưới thời cháu bà là Đường Cao Tổ, con trai Nguyên Trinh Hoàng hậu.

## Tiểu sử
Độc Cô thị là người Lạc Dương, Hà Nam, con gái trưởng của trọng tướng Độc Cô Tín, một trong những đại thần quyền lực nhà Bắc Chu. Mẹ bà là Thái Nguyên Quách thị, xuất thân quý tộc hiển hách thời đó. Ngoài bà ra, Độc Cô Tín còn có 2 con gái là Nguyên Trinh Hoàng hậu, vợ Đường Thế Tổ và Văn Hiến Hoàng hậu, vợ Tùy Văn Đế. Về sau, bà kết hôn với Bắc Chu Minh Đế Vũ Văn Dục, trở thành bộ 3 Độc Cô Hoàng hậu nổi tiếng trong lịch sử.
Năm bà gả cho Vũ Văn Dục, ông còn làm Thứ sử tại nhiều châu quận. Mùa xuân năm 557, Vũ Văn Hộ ép Tây Ngụy Cung Đế Thác Bạt Khuếch nhường ngôi cho em chồng bà là Vũ Văn Giác, tức Bắc Chu Hiếu Mẫn Đế. Nhà Bắc Chu từ đó thành lập. Một tháng sau, Độc Cô Tín không hài lòng chuyện Vũ Văn Hộ chuyên quyền nên cùng Triệu Quý lập mưu chống lại. Sự việc bị Vũ Văn Thịnh cáo giác, Vũ Văn Hộ giết cả nhà Triệu Quý, nhưng chỉ dám miễn chức quan của Độc Cô Tín. Sau đó, Độc Cô Tín bị ban rượu độc tự vẫn. 
Mùa xuân năm 558, Vũ Văn Hộ phế truất Bắc Chu Hiếu Mẫn Đế, đưa Vũ Văn Dục lên ngôi, tức Bắc Chu Minh Đế. Mặc dù lên ngôi nhưng Minh Đế chỉ xưng Thiên vương, không phải hoàng đế nên Độc Cô thị chỉ được phong Vương hậu. Ba tháng sau bà qua đời, không rõ bao nhiêu tuổi. Sử gia Bá Dương cho rằng Vũ Văn Hộ đã ám sát bà để đề phòng bị trả thù cho sự việc của Độc Cô Tín năm đó.
Ngày 24 tháng 5, Độc Cô Vương hậu được an táng vào Chiêu lăng (昭陵), thụy hiệu là Kính hậu (敬后). Dưới thời Đường Cao Tổ, vì là dì của hoàng đế nên bà được cải thụy với tư cách Hoàng hậu thành Minh Kính hoàng hậu (明敬皇后).

## Phim ảnh
| Năm  | Phim ảnh         | Diễn viên     | Nhân vật         |
| 2018 | Độc Cô thiên hạ  | An Dĩ Hiên    | Độc Cô Bàn Nhược |
| 2019 | Độc Cô hoàng hậu | Tề Thiên Quân | Độc Cô Hoàng hậu |